# Mira Mesa (San Diego)
Mira Mesa es un suburbio que limita al este con la Interestatal 15, Interestatal 805 al oeste, de Los Penasquitos Canyon al norte y al sur de Marine Corps Air Station Miramar. En el extremo oeste, el parque tecnológico y de negocios Sorrento Valley es un gran centro de empleados.

## Historia
Durante la Segunda Guerra Mundial el área de lo que ahora se llama Mira Mesa era usado por la Armada de los Estados Unidos como una zona de pruebas. Justo al oeste de la Ruta 395 (ahora la interestatal 15) estaba un campo de aterrizaje auxiliar de la armada que era conocida localmente como Hourglass Field debido a la forma de la pista que era una sola pieza de asfalto en forma de un reloj de arena. La armada también usaba las partes cercanas como una zona de tiros. A inicios de 1969 la zona se desarrolló rápido y fue una de las primeras áreas de esparcimiento urbano a lo largo del corredor de la Interestatal 15 I-15. El Campo de Reloj de Arena se convirtió en el sitio del San Diego Miramar College y el Parque Comunitario Hourglass. El área fue construida tan rápido que carecía de escuelas, centros comerciales u otros servicios básicos para sus miles de residentes. En 1971 Pete Wilson empezó su carrera política para alcalde con el eslogan  "No more Mira Mesas!" o en español como "No más Mira Mesas" como promesa para detener el gran crecimiento de la zona en San Diego. 
Desde su creación, Mira Mesa fue influenciada en gran medida por los militares adyacentes situados en NAS Miramar. Mira Mesa fue la "comunidad real" más septentrional de San Diego, y se separó del resto de la ciudad por Miramar NAS durante muchos años. Durante casi 30 años la  Escuela de la Marina Top Gun se encontraba aquí y la mayoría de los pilotos hicieron sus hogares en Mira Mesa.
A finales de los años de 1990, el área de Mira Mesa ha pasado por una amplia expansión para dar cabida a los miles de nuevos residentes atraídos por su ubicación ideal (entre dos autopistas principales) y su proximidad a centro de San Diego. La zona también es conocida cariñosamente por los residentes como "La Meca", a causa de su ubicación en el centro del condado de San Diego. Varios  centros comerciales e industriales se han construido dentro de la zona de Mira Mesa.

### Demografía
Asiáticos/Isleños del pacífico 41.2%, blancos 33.4%, afroamericanos/negros 25%, amerindios 0.35. 16.9 % son hispanos o latinos de cualquier raza.

## Personas famosas de Mira Mesa
- Adam Brody (The OC) fue a Wangenheim Middle School en Mira Mesa después a Scripps Ranch high school.

- Willy Santos (skater) fue Mira Mesa High School.

- Michael Pittman (actual jugador de la NFL) fue a Mira Mesa High School.

- Ray Rowe (exjugador de la NFL y actualmente entrenador) fue a Mira Mesa High School.

- Teyo Johnson (jugó en la NFL) fue a Mira Mesa High School.

- Amon Gordan (jugador de la NFL) fue a Mira Mesa High School.

- J. R. Tolver (jugó en la NFL) fue a Mira Mesa High School.

- Chris Chelios (exjugador de la NHL y capital alternado del Equipo de Hockey de EUA) fue a Mira Mesa High School, y Mt. Carmel High School.

- Kellen Winslow (NFL Cleveland Browns TE) fue a Scripps Ranch HS

## Escuelas en Mira Mesa

### Colegios Junior
- Miramar College (sitio web)

### Preparatorias secundarias
- Mira Mesa High School (sitio web) La banda de la preparatoria Mira Mesa High School fue parte de la banda que tocó en la ceremonia de apertura de los Juegos Olímpicos de Sídney 2000.
- Scripps Ranch High School abastece a las partes del este de Mira Mesa.
- Mark Twain High School

### Escuelas primarias
- Wangenheim Middle School
- Challenger Middle School

### Escuelas elementales
- Ericson Elementary School
- Hage Elementary School
- Hickman Elementary School
- Mason Elementary School
- Sandburg Elementary School
- Walker Elementary School

### Escuelas privadas
- Good Shepherd Catholic School
- Christ the Cornerstone Academy
- Rainbow Kids Integral Preschool
- Mira Mesa Christian School